# Meurchin
Meurchin település Franciaországban, Pas-de-Calais megyében. Lakosainak száma 3715 fő (2022. január 1.). Meurchin Bauvin, Provin, Carvin, Estevelles, Pont-à-Vendin, Vendin-le-Vieil, Wingles és Billy-Berclau községekkel határos.

## Népesség
A település népességének változása:
| Lakosok száma | 3787 | 3810 | 3836 | 3786 | 3767 | 3748 | 3728 | 3717 | 3715 |
|               | 2013 | 2015 | 2016 | 2017 | 2018 | 2019 | 2020 | 2021 | 2022 |